# Um Griô Conta a História: um Olhar sobre a África e o Despontar da Guiné Equatorial. Caminhemos sobre a Trilha de Nossa Felicidade

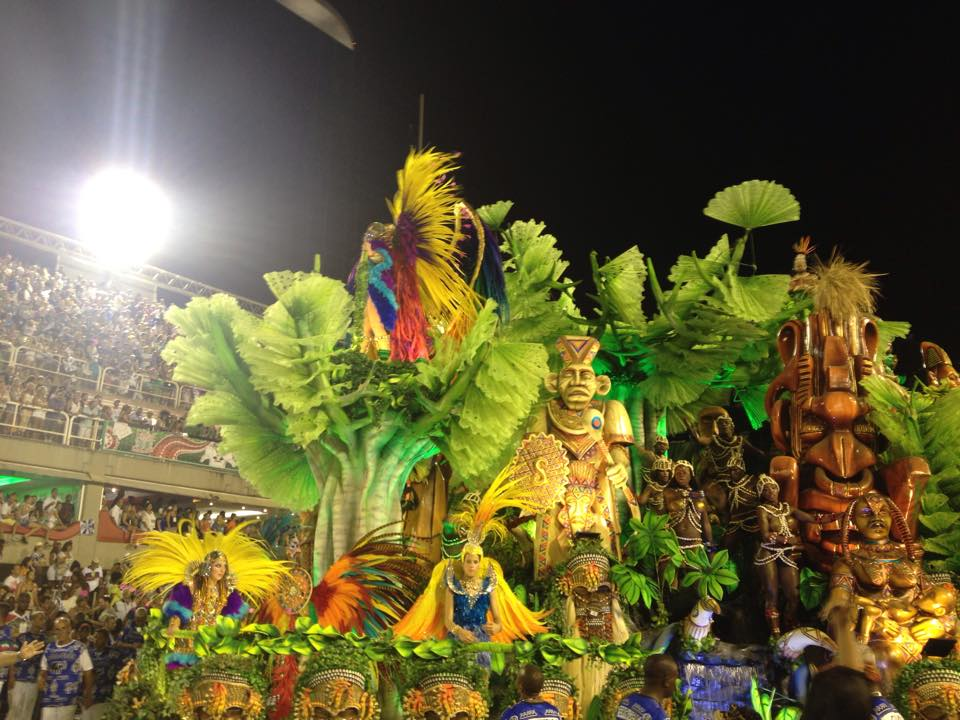

Um olhar sobre a África e o despontar da Guiné Equatorial. Caminhemos sobre a trilha de nossa felicidade foi o enredo apresentado pela Beija-Flor no desfile das escolas de samba do Rio de Janeiro de 2015, conquistando o seu 13º título de campeã. 

## Enredo
A escolha do enredo foi polêmica. A escola homenageou a Guiné Equatorial, governada desde 1979 por Teodoro Obiang Nguema Mbasogo, líder de uma das ditaduras mais antigas do planeta. A aproximação entre Nilópolis e Malabo começara em 2013, quando a escola se apresentou numa festa para a elite guineense. Fran Sérgio Oliveira, diretor artístico de carnaval da beija-Flor, minimizou as críticas dizendo que o povo da Guiné Equatorial era "apaixonado por seu presidente" e que a ditadura era "benéfica para a população".
As críticas se acentuaram após a denúncia de que o regime de Mbasogo teria financiado o desfile com R$ 10 milhões. Mauricio Santoro, assessor de direitos humanos da Anistia Internacional, comparou o suposto apoio do regime da Guiné Equatorial ao financiamento de escolas de samba pelo crime organizado, e defendeu maior transparência no carnaval.
Benigno Pedro Matute Tang, embaixador da Guiné Equatorial, negou entretanto o apoio oficial e disse que houve apenas contribuições individuais de "financiadores culturais", cada um colaborando com valores entre R$ 50 e R$ 100. No dia do desfile, havia um camarote do governo da Guiné na Passarela do Samba. O vice-presidente, Teodoro Nguema Obiang Mangue, filho do presidente, assistiu á apresentação da Beija-Flor.

## Desfile

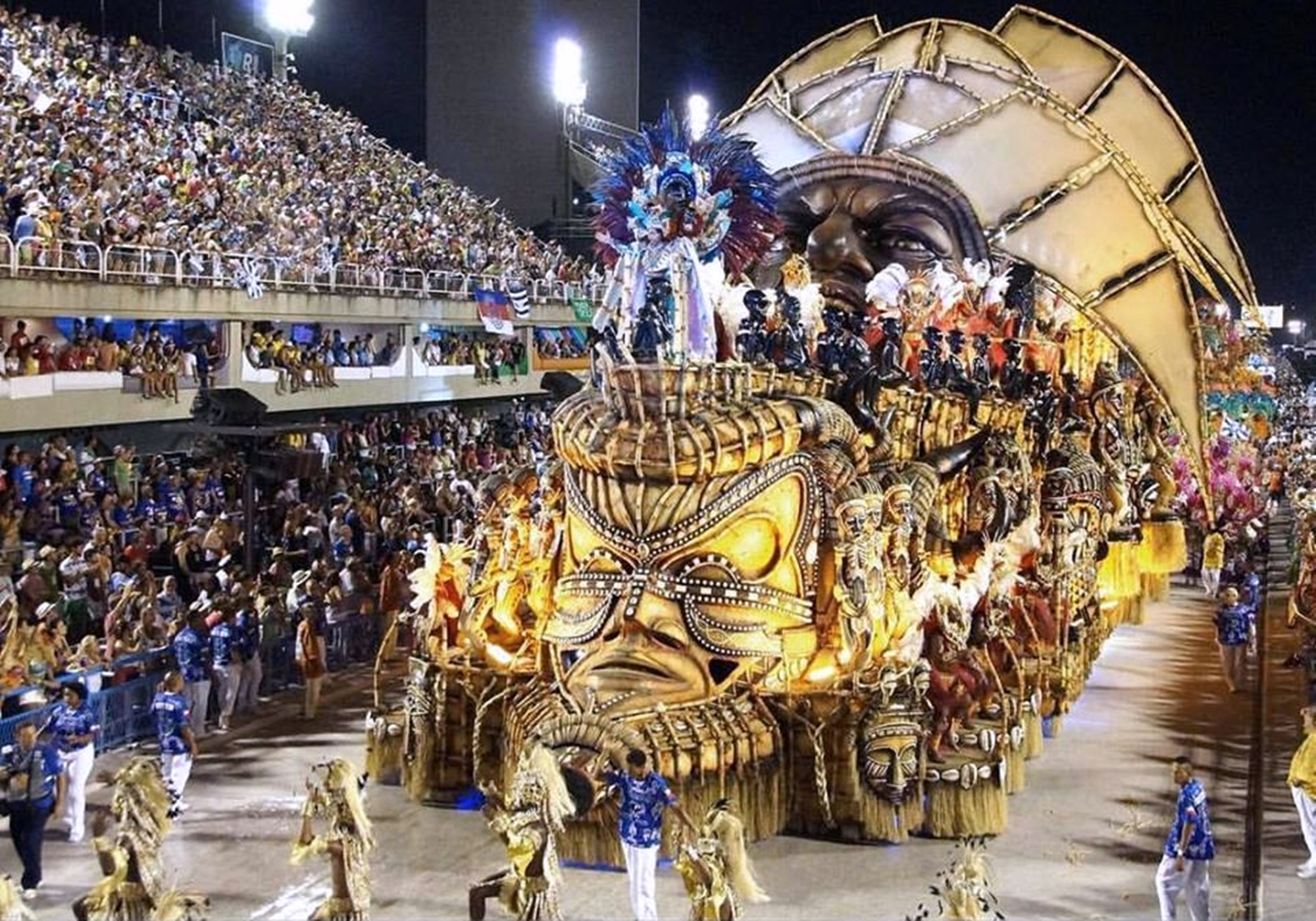
Alegoria do desfile

A Beija-Flor foi a terceira escola a desfilar no dia 16 de fevereiro. O verde das florestas africanas foi a cor predominante nos carros alegóricos e fantasias, que representaram também as riquezas naturais do país, como cacau, diamantes e petróleo. Na parte dedicada à cultura guineense o destaque foi para os griôs, anciãos da África Ocidental que estudam e reproduzem os saberes do povo. O desfile terminou mostrando os laços culturais entre Guiné Equatorial e Brasil.

## Ficha técnica
- Enredo: Comissão de Carnaval
- Carnavalescos: Comissão de Carnaval
- Presidente: Farid Abrão David
- Direção de carnaval e harmonia: Laíla
- Alas: 42
- Direção de bateria: Plínio de Morais e Rodney Ferreira
- Ritmistas: 280
- Rainha de bateria: Raíssa de Oliveira
- 1º casal de mestre-sala e porta-bandeira: Selminha Sorriso e Claudinho Souza
- Comissão de frente: Marcelo Misailidis[6]

## Samba-enredo
O samba foi composto por J.Velloso, Samir Trindade, JR Beija-Flor, Marquinhos Beija-Flor, Gilberto Oliveira, Elson Ramires, Dílson Marimba e Sílvio Romai. O intérprete foi Neguinho da Beija-Flor.

## Resultado
Na apuração, a Beija-Flor ficou em primeiro lugar, somando 269,9 pontos, contra 269,5 da vice-campeã Salgueiro.

## Premiações
Pelo seu desfile, a Beija-Flor recebeu os seguintes prêmios:
- Estandarte de Ouro [8]

1. Melhor mestre-sala (Claudinho)

- Estrela do Carnaval [9]

1. Melhor samba-enredo
2. Melhor casal de mestre-sala e porta-bandeira (Claudinho e Selminha Sorriso)

- Gato de Prata [10]

1. Melhor casal de mestre-sala e porta-bandeira (Claudinho e Selminha Sorriso)
2. Personalidade do carnaval: Neguinho da Beija-Flor

- Prêmio Plumas & Paetês Cultural [11]

1. Aderecistas (Thiago Vinicius Medeiros, Cristiano Bara, Rodrigo Pacheco, Rogério Madruga, Túlio Neves, Márcia Medeiros e Dionísio Babu)
2. Destaque de luxo feminino (Fabiola Abraão)
3. Destaque de luxo masculino (Zezito Ávila)
4. Pintor artístico (Kennedy Prata)

- S@mba-Net [12]

1. Melhor casal de mestre-sala e porta-bandeira (Claudinho e Selminha Sorriso)
2. Mais elegante galeria de velha guarda

- Tamborim de Ouro [13]

1. Melhor casal de mestre-sala e porta-bandeira (Claudinho e Selminha Sorriso)

- Troféu Tupi Carnaval Total [14]

1. Melhor samba-enredo